# Lista de deputados estaduais de Alagoas da 6.ª legislatura
Essa é uma lista de deputados estaduais de Alagoas eleitos para o período 1967-1971. Foram 35 eleitos

## Composição das bancadas
| Partido | Líder                      | Bancada | Posição  |
| ------- | -------------------------- | ------- | -------- |
| ARENA   | Jorge Quintella Cavalcanti | 24 / 35 | Governo  |
| MDB     | Roberto Tavares Mendes     | 11 / 35 | Oposição |

## Deputados Estaduais
| Número | Deputados estaduais eleitos             | Partido | Votação | Percentual | Cidade onde nasceu     | Unidade federativa |
| 11744  | Tarcísio de Jesus                       | ARENA   | 3.708   | 2,80%      | Maceió                 | Alagoas            |
| 11929  | Alonso de Abreu Pereira                 | ARENA   | 3.097   | 2,33%      | Olho d'Água das Flores | Alagoas            |
| 11317  | José Lúcio de Melo                      | ARENA   | 3.044   | 2,29%      | Arapiraca              | Alagoas            |
| 15135  | Higino Vital da Silva                   | MDB     | 2.939   | 2,22%      | Arapiraca              | Alagoas            |
| 11822  | Luiz Novais Tavares                     | ARENA   | 2.899   | 2,19%      | Marechal Deodoro       | Alagoas            |
| 11199  | Aderval Vanderlei Tenório               | ARENA   | 2.831   | 2,13%      | Poço das Trincheiras   | Alagoas            |
| 15649  | Elísio da Silva Maia                    | MDB     | 2.818   | 2,12%      | Campo Alegre           | Alagoas            |
| 11846  | Teobaldo Vasconcelos Barbosa            | ARENA   | 2.775   | 2,09%      | São José da Laje       | Alagoas            |
| 11578  | Remi Tenório Maia                       | ARENA   | 2.757   | 2,08%      | Santana do Ipanema     | Alagoas            |
| 11274  | Antônio Gomes de Barros                 | ARENA   | 2.707   | 2,04%      | Novo Lino              | Alagoas            |
| 11512  | Nelson Costa                            | ARENA   | 2.641   | 1,99%      | Piaçabuçu              | Alagoas            |
| 15686  | Rubens de Mendonça Canuto               | MDB     | 2.632   | 1,98%      | Mata Grande            | Alagoas            |
| 11531  | Luiz Gilberto Pereira do Carmo Sarmento | ARENA   | 2.614   | 1,97%      | Coruripe               | Alagoas            |
| 15904  | Alcides Falcão                          | MDB     | 2.613   | 1,97%      | Ouricuri               | Pernambuco         |
| 11490  | Eraldo Malta Brandão                    | ARENA   | 2.561   | 1,93%      | Mata Grande            | Alagoas            |
| 11599  | João Cabral Tolêdo                      | ARENA   | 2.557   | 1,93%      | Maceió                 | Alagoas            |
| 11106  | Siloé Valeriano Tavares                 | ARENA   | 2.510   | 1,89%      | Junqueiro              | Alagoas            |
| 15161  | Diney Soares Torres                     | MDB     | 2.499   | 1,88%      | São Miguel dos Campos  | Alagoas            |
| 15930  | Antônio Guedes Amaral                   | MDB     | 2.423   | 1,83%      | Major Izidoro          | Alagoas            |
| 11340  | Guilherme Palmeira                      | ARENA   | 2.354   | 1,77%      | Maceió                 | Alagoas            |
| 11762  | José de Medeiros Torres                 | ARENA   | 2.347   | 1,77%      | São Miguel dos Campos  | Alagoas            |
| 11330  | Antenor Correia Serpa                   | ARENA   | 2.296   | 1,73%      | Delmiro Gouveia        | Alagoas            |
| 11326  | Aroldo Dorvillé Loureiro Farias         | ARENA   | 2.218   | 1,67%      | Maceió                 | Alagoas            |
| 11157  | Antônio Machado Lôbo                    | ARENA   | 2.201   | 1,66%      | Palmeira dos Índios    | Alagoas            |
| 15853  | Antônio Lopes de Almeida                | MDB     | 2.126   | 1,60%      | Rio Largo              | Alagoas            |
| 11684  | Henrique Equelman                       | ARENA   | 2.115   | 1,59%      | João Pessoa            | Paraíba            |
| 11436  | Areski Dâmara de Omena Freitas          | ARENA   | 2.001   | 1,51%      | Maceió                 | Alagoas            |
| 11607  | Miguel Torres Filho                     | ARENA   | 1.994   | 1,50%      | Maceió                 | Alagoas            |
| 15921  | Moacir Lopes de Andrade                 | MDB     | 1.954   | 1,47%      | Penedo                 | Alagoas            |
| 11306  | Ezequias Raimundo Alves                 | ARENA   | 1.944   | 1,46%      | Rio Largo              | Alagoas            |
| 11448  | Jorge Duarte Quintella Cavalcanti       | ARENA   | 1.942   | 1,46%      | Penedo                 | Alagoas            |
| 11747  | Edmundo Tojal Donato                    | ARENA   | 1.928   | 1,45%      | Porto Real do Colégio  | Alagoas            |
| 15252  | Roberto Tavares Mendes                  | MDB     | 1.889   | 1,42%      | Palmeira dos Índios    | Alagoas            |
| 15154  | Luiz Gonzaga Moreira Coutinho           | MDB     | 1.829   | 1,38%      | Delmiro Gouveia        | Alagoas            |
| 15175  | Ademar Medeiros                         | MDB     | 1.756   | 1,32%      | Arapiraca              | Alagoas            |